# Prvić (Krk)
Prvić (književno: domaće čakavski je Parvić) kvarnerski je otok u hrvatskom dijelu sjeveroistočnog Jadrana, kao najveći otok senjskih otoka zajedno s otocima Sv. Grgur, Goli i još desetak okolnih sitnih otočića između Krka i Raba.

## Zemljopis
| Krk Prvić Sv. Grgur Goli otok Rab |

Nalazi se jugoistočno od Krka, od kojeg ga dijele Senjska vrata širine 800 m. Otok Prvić je prirodni nastavak brda Obzova (578 m) koje zatvara jugozapadnu stranu Bašćanske uvale gdje se nalazi luka Baška. Tri kilometra prema jugozapadu je otok Sveti Grgur (domaći čakavski naziv: Šagargur), od kojeg ga dijeli Grgurov kanal. Nešto više od 3 km prema jugu od najjužnijeg rta Šilo se nalazi Goli otok.
Najbliži je glavnom kopnu pod sjevernim Velebitom kod rta Šilo (4 km), od kojega je odijeljen Velebitskim kanalom. Ploveći prema zapadu, ulazi se u Kvarnerić. Najbliža lučka naselja su Sv. Juraj pod Velebitom i Baška na Krku.
Pruža se kao strmi brdski greben dinarskim pravcem sjeverozapad - jugoistok u dužini od 7,4 km. Najjužnija i najistočnija točka mu je rt Šilo. Najzapadnija točka otoka je Debeli Art, a najsjevernija prema Krku je rt Brezonjin na kojemu je veći svjetionik Stražica (sada automatiziran na solarni pogon), čija donedavna posada su bili jedini stanovnici na tom otoku. Danas je otok nenaseljen osim povremenih pastira i pčelara koji ga često posjećuju, pa je to najveći nenaseljeni otok na Jadranu.
Najviša točka mu je vrh Šipovac 363 m, pa zato pripada među 10 najviših jadranskih otoka i viši je npr. od prostranijeg Paga, Dugog otoka, Ugljana, Pašmana, Šolte itd. Najveći dio kvarnerskog Prvića je gola kamenita visoravan oko 250–300 m obrubljena s desetak vrhova visine 320–360 m, a obale su mu većinom klisuraste s divovskim nizovima okomitih i prevjesnih stijena visokih 160–300 m.
Jedino je zapadna padina južno od svjetionika pristupačnija s nekoliko gudurastih vododerina kroz koje se uspinju pastirske staze na otočnu visoravan. U zapadnim uvalama je i desetak pješčanih žalova pogodnih za kupače, a uz najveću jugozapadnu plažu Njivica su tragovi srednjovjekovnog naselja u vlasništvu Frankopana. Najbliži i jedini pristup od istoka na glavni vrh je kroz stjenoviti klanac Pećna, uz koji su jedini izvori na Prviću. Podmorje uz ostale obale je strmo i klisurasto s velikim priobalnim dubinama 70–90 m, a najdublja su dna oko jugoistočnog rta Šilo do -107 m.
Klimatski je za otok najvažnija česta i olujna bura, koja po statistici bivšeg svjetionika, tu puše prosječno kroz 203 dana u godini, a orkanske snage od 11–12 bofora doseže oko 73 dana godišnje (osim ljeta), pa je to naš najburniji otok.

## Zaštita
1972. otok je zaštićen kao specijalni botanički i ornitološki rezervat. Za otok je značajno da se tu gnijezde brojne vrste ptica među kojima su bjeloglavi sup (Gyps fulvus) na visokim klisurastim obalama, čija su jata tu najveća nakon Cresa te suri orao (Aquila chrysaetos). Mnoge druge vrste ovdje se zadržavaju za vrijeme seobe, poput crvenogrlog plijenora (Gavia stellata), crnogrlog plijenora (Gavia arctica) i raznih vrsta pataka. Na Prviću pasu i stada ovaca. Dominantna vegetacija je garig, gdje nalazimo brojne vrste biljnih endema (17 rijetkih vrsta), zbog čega je strogo zaštićen kao specijalni botanički i ornitološki rezervat.

## Dokumentarni film
O otoku je 1982. proizveden dokumentarni film Otok čovjek krš u režiji  Branka Marjanovića i produkciji Zagreb filma, a u kojem se prikazuje tradicionalna ispaša ovaca i pčelarstvo mještana Baške koji čamcima dolaze na otok.

## Vanjske poveznice
- Panorama s velebita na otoke Prvić, Krk, Goli, Sveti Grgur, Rab, Pag; Prvić se čini kao da je spojen s Krkom na sjeveru  Arhivirana inačica izvorne stranice od 5. ožujka 2016. (Wayback Machine)
- Javna ustanova Priroda